# 北方郵便局
北方郵便局
（きたがたゆうびんきょく）
- 岐阜県本巣郡北方町にある郵便局。本記事にて記述する。
- 佐賀県武雄市にある郵便局。局番号は77048。

（きたかたゆうびんきょく）
- 宮城県登米市にある郵便局。局番号は81264。

北方郵便局（きたがたゆうびんきょく）は岐阜県本巣郡北方町にある郵便局。民営化前の分類では集配普通郵便局であった。

## 概要
住所：〒501-0499 岐阜県本巣郡北方町東加茂3-48
民営化直前の集配業務再編において、多くの集配普通郵便局は統括センターとなったが、当局は配達センターとされたため、民営化後も郵便事業株式会社の支店は併設されず、集配センターが併設された。

## 沿革
- 1872年4月8日（明治5年3月1日） - 北方郵便取扱所として開設[1]。
- 1875年（明治8年）1月1日 - 北方郵便局（五等）となる。
- 1880年（明治13年）11月 - 為替取扱を開始。
- 1881年（明治14年）4月 - 貯金取扱を開始。
- 1895年（明治28年）3月16日 - 北方郵便電信局となる。
- 1903年（明治36年）4月1日 - 通信官署官制の施行に伴い北方郵便局となる。
- 1956年（昭和31年）8月11日 - 鏡島郵便局から電報配達業務の一部[2]を移管[3]。
- 1963年（昭和38年）7月7日 - 電話交換および和文電報配達事務を岐阜電話局北方分室に移管。
- 1978年（昭和53年）4月10日 - 北方町加茂に局舎を新築、移転。
- 1982年（昭和57年）9月1日 - 特定郵便局から普通郵便局に局種別改定。
- 2000年（平成12年）8月14日 - 外国通貨の両替および旅行小切手の売買に関する業務取扱を開始。
- 2007年（平成19年）10月1日 - 民営化に伴い、併設された郵便事業岐阜支店北方集配センターに一部業務を移管。
- 2012年（平成24年）10月1日 - 日本郵便株式会社発足に伴い、郵便事業岐阜支店北方集配センターを北方郵便局に統合。
- 2017年（平成29年）1月30日 - 本巣郵便局から集配業務を移管。

## 取扱内容
- 郵便、印紙、ゆうパック、内容証明
- 貯金、為替、振替、振込、国際送金、国債、投資信託
- 生命保険、バイク自賠責保険、自動車保険
- ゆうちょ銀行ATM
- 「501-04xx」区域（本巣郡北方町の全域、本巣市（旧本巣郡真正町域、旧本巣郡糸貫町域））、「501-12xx」区域（本巣市（旧本巣郡本巣町域））の集配業務

## 周辺
- 北方町役場
- 北方警察署
- 岐阜県立岐阜農林高等学校
- 岐阜県立本巣松陽高等学校
- 岐阜第一高等学校
- 糸貫川

## アクセス
- 樽見鉄道樽見線 北方真桑駅から東へ約1.6km（徒歩約18分）
- 岐阜バス 東加茂停留所下車
- 東海北陸自動車道 岐阜各務原ICから北西へ約16km
- 駐車場あり：12台